# Slag om de Salomonseilanden
De Slag om de Salomonseilanden was een militaire strijd die een groot deel van de Tweede Wereldoorlog duurde en op en rondom een aantal eilanden in het zuidelijk deel van de Stille Oceaan werd uitgevochten.

## Samenvatting
De eerste aanzet voor de strijd begon in januari 1942, toen Japanse troepen op de Britse Salomonseilanden landden. Nadat ze deze eilanden hadden bezet, begonnen de Japanners met het aanleggen van verschillende luchtmacht- en zeebases die waren bedoeld om de Japanse troepen die op dat moment op Nieuw-Guinea met een offensief  bezig waren in de flank te versterken, een veiligheidszone te creëren voor de belangrijkste Japanse basis in Rabaul en de toevoerlijnen tussen de geallieerde troepen in de Verenigde Staten, Australië en Nieuw-Zeeland af te snijden.
Om hun communicatie en toevoerlijnen te beschermen, ondersteunden de geallieerden hierop een tegenoffensief in Nieuw-Guinea. Ze brachten de Japanse basis op Rabaul in een geïsoleerde positie en gingen in augustus 1942 voor het eerst serieus in de tegenaanval, toen ze op Guadalcanal en enkele naburige eilanden landden en de slag om deze gebieden begon. Dit was het begin van een lange reeks gevechten die op Guadalcanal begonnen en werden voortgezet op de centrale en noordelijke Salomonseilanden, op en rondom de eilanden New Georgia en Bougainville. Tijdens deze gevechten, die zowel op land als op zee en in de lucht werden uitgevochten, werd de Japanners ernstige militaire schade toegebracht. De geallieerden heroverden een deel van de Salomonseilanden en isoleerden en neutraliseerden sommige Japanse posities. Uiteindelijk viel de Slag om de Salomonseilanden samen met de Slag om Nieuw-Guinea.

## Achtergrond

### Strategisch
Op 7 december 1941 vond de aanval op Pearl Harbor plaats, waarbij het grootste deel van de Amerikaanse militaire vloot op de Stille Oceaan werd uitgeschakeld. Vanaf dat moment verkeerden Japan en de Verenigde Staten formeel in staat van oorlog. Toen er bijna op hetzelfde moment ook bezittingen van het Britse Rijk op de Stille Oceaan (onder meer Hongkong) werden aangevallen, raakten het Verenigd Koninkrijk, Australië en Nieuw-Zeeland eveneens bij het conflict betrokken. De Japanse leiders lokten deze oorlog doelbewust uit, omdat ze de Amerikaanse vloot wilden neutraliseren en in het bezit wilden komen van natuurlijke hulpbronnen en strategische militaire bases.
Aan het begin van de strijd slaagde Japan er daadwerkelijk in een aantal gebieden (de Filipijnen, Malaya, Thailand, Singapore, Nederlands-Indië, Wake, Nieuw-Brittannië, de Gilberteilanden en Guam) te bezetten. Het uiteindelijke doel van Japan was het creëren van een stevige verdedigingslinie die liep vanaf Brits-Indië aan de westkant en vervolgens via Nederlands-Indië zuidwaarts richting eilandbases in het zuiden en midden van de Stille Oceaan. In het voorjaar van 1942 begonnen de Japanners met het bouwen van een vliegveld in Buka (noordelijk Bougainville) en het aanleggen van een zeebasis en een vliegveld in Buin (zuidelijk Bougainville).

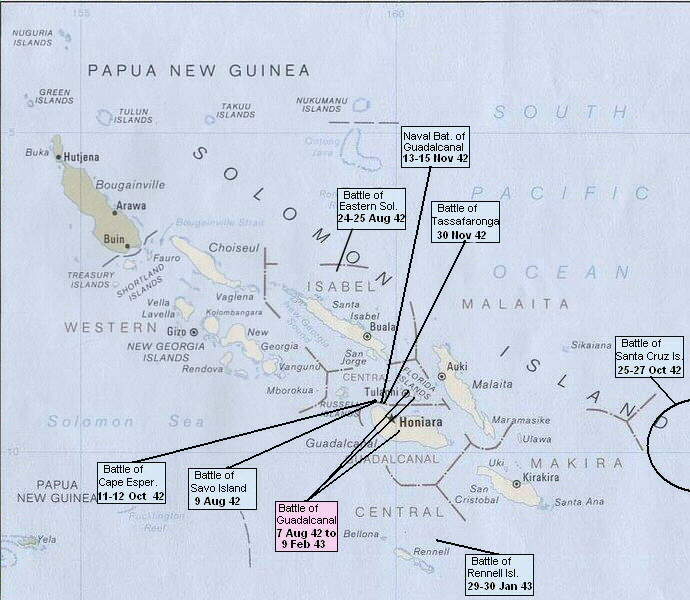
Overzicht van alle militaire operaties tijdens de eerste fase van de slag om de Salomonseilanden. Nieuw-Guinea en Rabaul zijn hier onzichtbaar maar liggen ten westen van Bougainville.
De gevechten op zee zijn blauw weergegeven, die op het land roze.

## Japanse veroveringen van de Salomonseilanden
In april 1942 begonnen het Japanse leger en de Japanse vloot gezamenlijk aan een nieuwe militaire operatie, welke bekend is geworden als Operatie MO (Japans: Mo Sakusen). Het doel van deze operatie was de stad Port Moresby in Nieuw-Guinea en het eiland Tulagi te veroveren, om aldaar nieuwe bases te kunnen oprichten die op hun beurt de verovering van Nauru, Banaba, Nieuw-Caledonië, Fiji en Samoa gemakkelijker moesten maken. Van daaruit zouden ook de toevoerlijnen tussen Australië en de Verenigde Staten af kunnen worden gesneden, zodat Japans dominante positie in de Stille Oceaan uiteindelijk niet of veel minder door Australië zou worden bedreigd. De Japanse marine stelde ook nog voor om Australië zelf binnen te vallen, maar het Japanse leger vond dat het hiervoor te weinig troepen had.
De Japanse verovering van Tulagi lukte, maar de invasie van Port Moresby werd tijdens de Slag in de Koraalzee afgeslagen. De Japanse marine in de noordelijke en centrale Salomonseilanden begon nieuwe garnizoenen op te zetten. Een maand later verloor de Gecombineerde Vloot van Japan tijdens de Slag bij Midway vier van haar vliegdekschepen.

### Antwoorden van de geallieerden
De geallieerden beantwoordden de Japanse dreiging door troepen en een luchtmacht op te bouwen. Hun doel was het heroveren van de Filipijnen. Op 12 maart 1942 begonnen zij met het bezetten van enkele strategisch belangrijke eilanden, toen een combinatie van leger en vloot aankwam in Nouméa dat daarmee een geallieerde zeebasis werd. Op Tontouta werd een luchthaven aangelegd.
De bevelhebber (Commander-in-Chief) van de Amerikaanse vloot, Ernest King, die in februari samen met generaal George Marshall de geallieerde strategie had uitgemeten, stelde een aanval vanuit de Nieuwe Hebriden via de Salomonseilanden naar de Bismarck-archipel voor. Generaal Douglas MacArthur stelde een bliksemactie voor om Rabaul - dat als uitvalsbasis voor de Japanse militaire operaties diende-, opnieuw in te nemen. De Verenigde Staten wilden daarentegen een meer geleidelijke benadering vanuit Nieuw-Guinea richting de Salomonseilanden, waarop generaal Marshall bij wijze van compromis een plan in drie fasen voorstelde: eerst zou het eiland Tulagi worden ingenomen, vervolgens zou een benadering langs de Nieuw-Guineese kust volgen en ten slotte zou Rabaul worden heroverd.
Het eerste plan werd op 2 juli 1942 uitgevoerd en dit was het begin van de grote slag om de Salomonseilanden. De geallieerden vormden een luchtformatie genaamd Cactus Air Force, waardoor ze overdag in de lucht de baas waren. De Japanse marine ging daarop over tot nachtelijke bevoorrading (onder andere via New Georgia Sound), iets wat de geallieerden Tokyo Express noemden. Er volgden een aantal hevige gevechten om de Japanse bevoorrading te stoppen. Daarbij gingen aan beide zijden zoveel schepen verloren, dat het gebied ten zuiden van New Georgia Sound de nieuwe naam Ironbottom Sound kreeg (voorheen heette dit Savo Sound).
De actie van de geallieerden rondom de Salomonseilanden zorgde er in ieder geval voor dat Japan Australië en Nieuw-Zeeland niet van de Verenigde Staten kon afsnijden. Op 30 juni 1943 begon Operation Cartwheel, waarbij Rabaul werd geïsoleerd en zeer veel van Japans militaire macht in de zee en de lucht werd vernietigd. Dit maakte weer een nieuwe slag om de Filipijnen mogelijk. Ook werd Japan van zijn hulpbronnen in Nederlands-Indië afgesneden. Uiteindelijk leidde de slag om de Salomonseilanden tot de slag om Bougainville, die tot het einde van de oorlog zou duren.